# Єлгіно
Є́лгіно (рос. Елгино) — присілок у складі Юргинського округу Кемеровської області, Росія.

## Населення
Населення — 441 особа (2010; 497 у 2002).
Національний склад (станом на 2002 рік):
- росіяни — 95 %